# Маркен (Нидерланды)

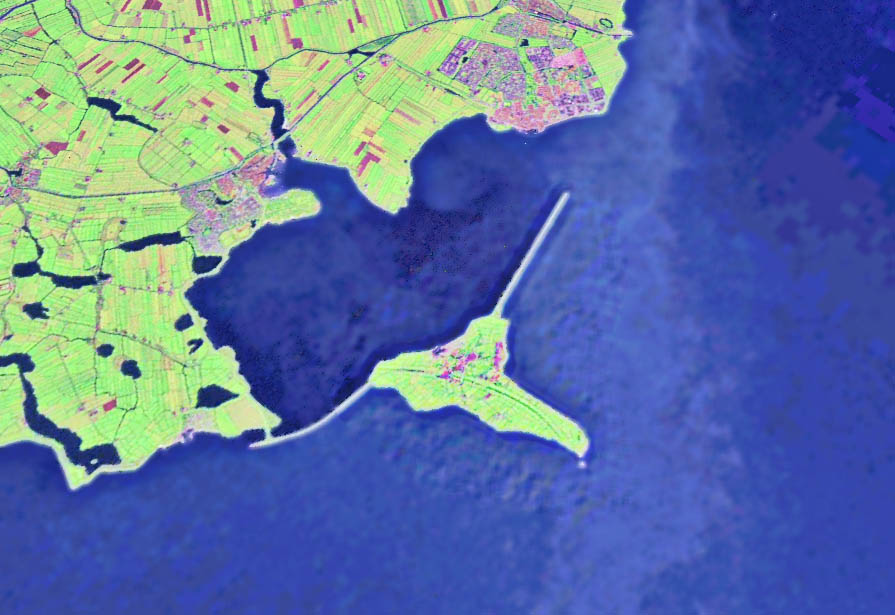
Снимок со спутника

Маркен (нидерл. Marken) —  голландская деревня, отделенная от материковой части страны после наводнения в XIII веке. На протяжении многих веков остров находился в изоляции от остальной части Голландии, что способствовало развитию самобытной культуры, мало подверженной внешним влияниям. На острове сложился свой диалект, обычаи и стиль одежды. Архитектура Маркена также отличается рядом особенностей: в прошлом остров часто подвергался наводнениям, и ощущалась нехватка земли, поэтому дома строились на сваях и насыпях. Долгое время основным источником дохода жителей острова оставалось рыболовство.
После строительства дамбы в 1957 году остров стал полуостровом, что позволило построить автодорогу. В настоящее время между Маркеном и Амстердамом курсирует регулярный автобусный маршрут, а с марта по ноябрь до деревни можно добраться на лодке из деревни Волендам.
Основным источником дохода в деревне Маркен в настоящее время является туризм, и по состоянию на 2021 год в деревне проживает 1745 человек.

## Галерея

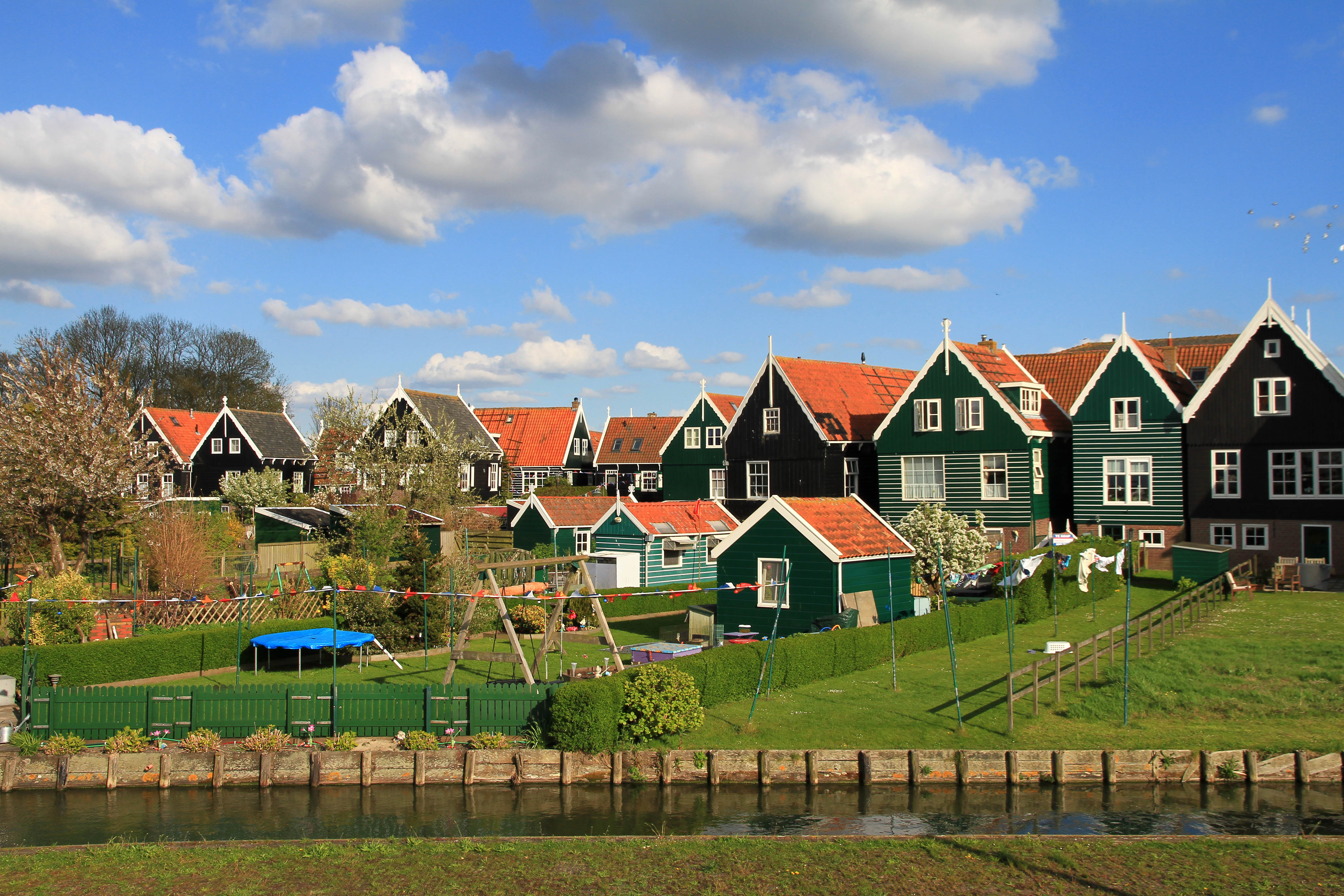
Улицы Маркен
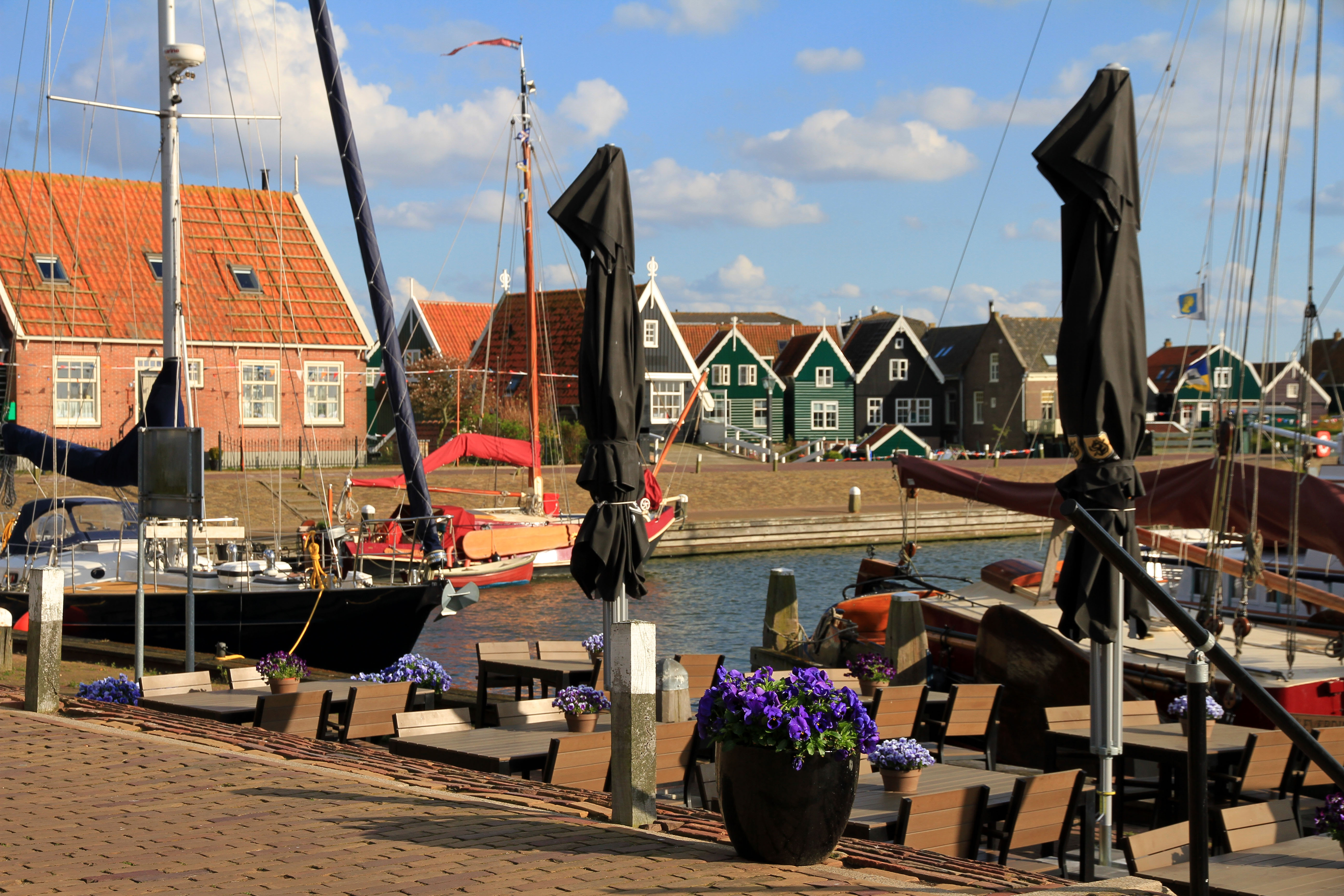
Набережная и причал для яхт в Маркен
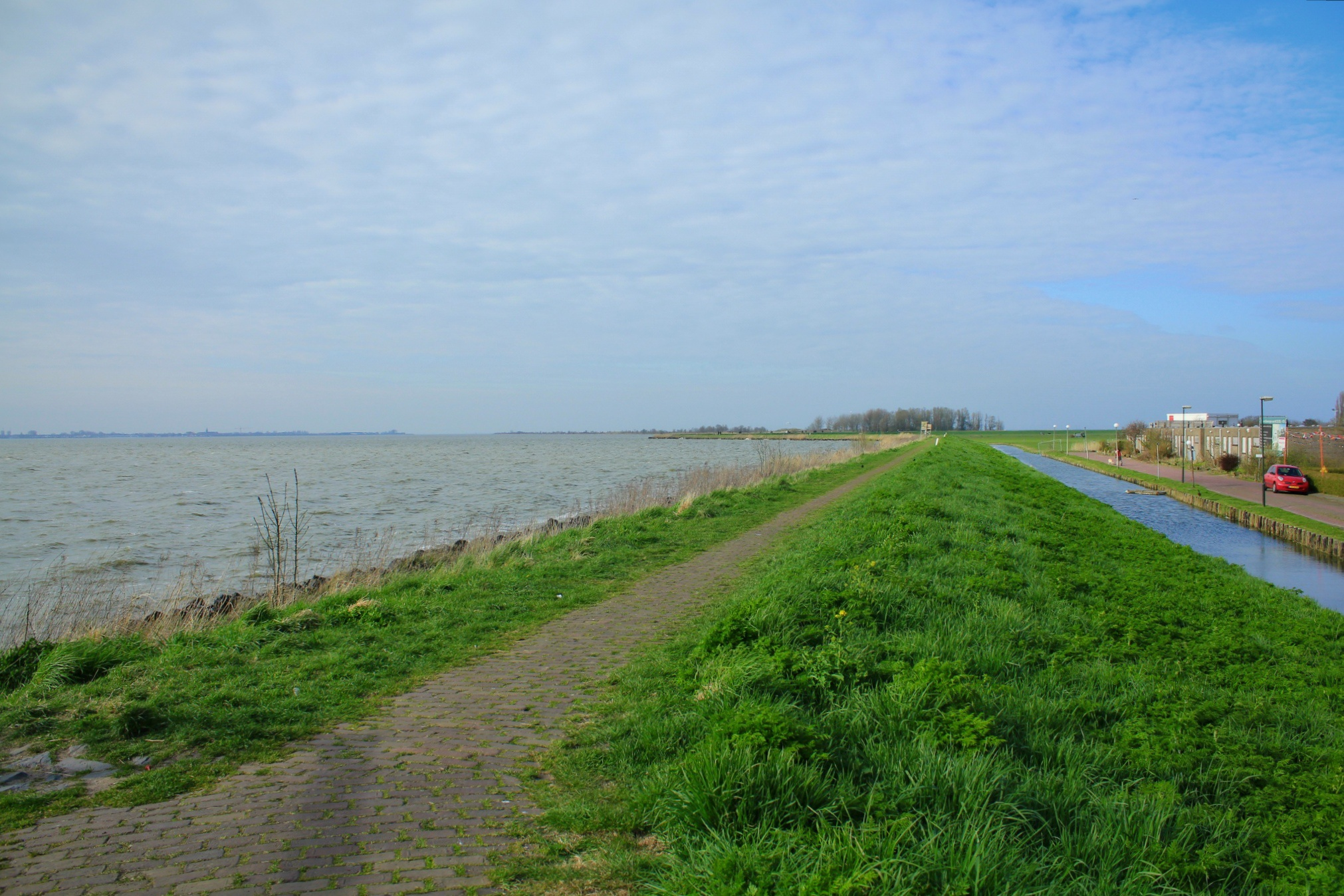
Окраина Маркен
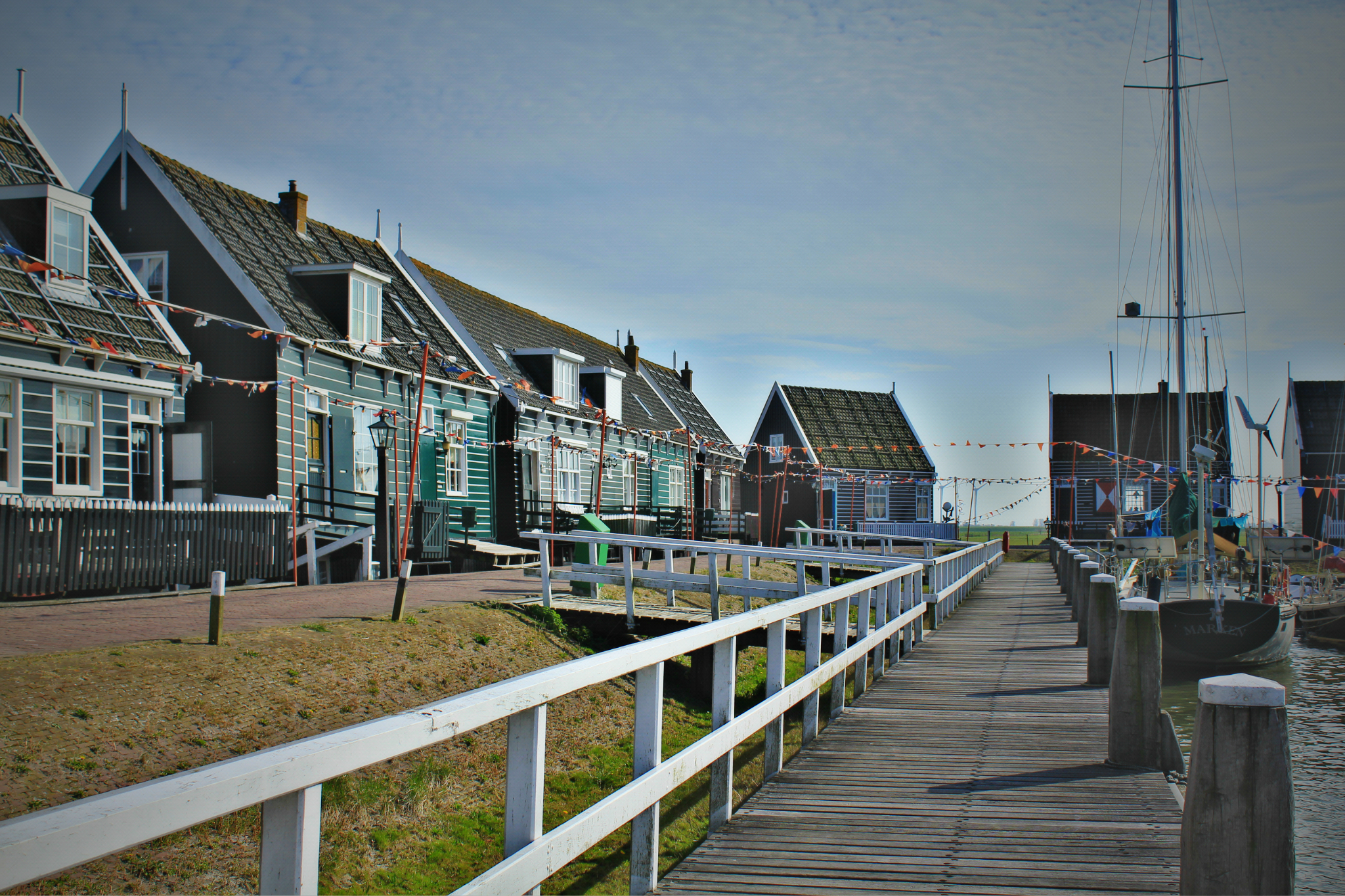
Причал
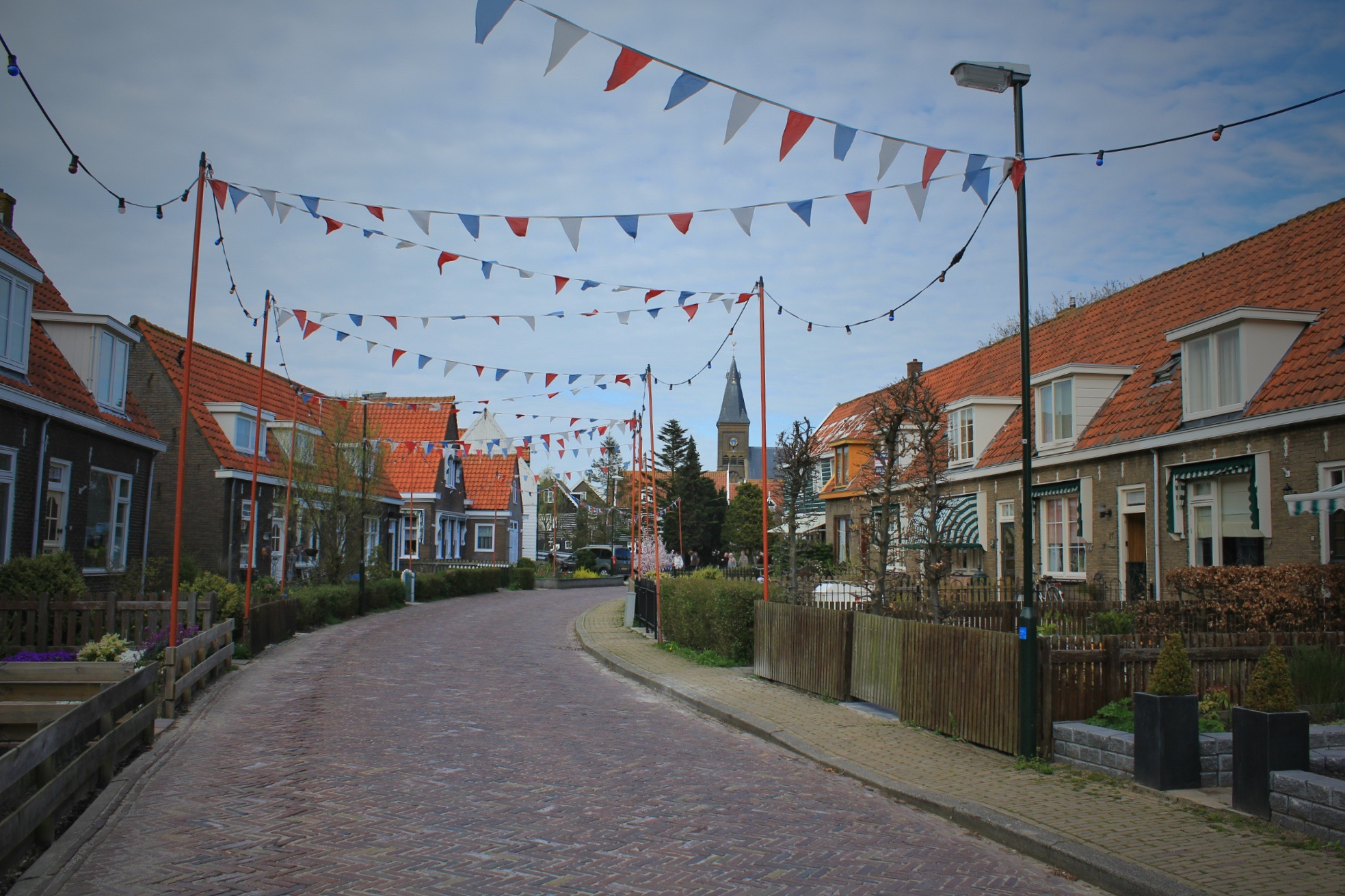
Улица в деревне Маркен накануне празднования дня рождения Королевы